# هوپه‌سوسمارسانان
هوپه‌سوسمارسانان (نام علمی: Hupehsuchia) نام یک راسته از دوکمانان است.